# Караїмський цвинтар (Науяместіс)
Караїмський цвинтар у Науяместісі  — чинне старе кладовище караїмів у селі Науяместіс  Паневежиського району. Розташоване поблизу Невежиса, в місті Шиле, за 0,5 км на південь від мосту через Невежис при дорозі 3008 Науяместіс — Упуте.
Кладовище Науяместісу — одне з трьох караїмських, крім Вільнюса та Тракая, що діють у Литві. Воно є другими за величиною в Литві, після Тракая. Біля входу цвинтаря розміщено меморіальну дошку, що створена місцевим художником Даліусом Дірсе. Поряд караїмського цвинтаря  — старе єврейське кладовище.
Цвинтар був заснований в XV-XVII століттях. Його територія позначена старовинними пам'ятниками — стелами, на яких є написи єврейською та караїмською мовою, символи юдаїзму. На кладовищі Науяместіс поховано низку відомих і почесних людей: караїмського поета Шелуміеліса Лопато (1904–1923), поета і перекладача Йокубаса Малечкаса, лісничого Ісаака Чапроцькіса та інших.

## Історія

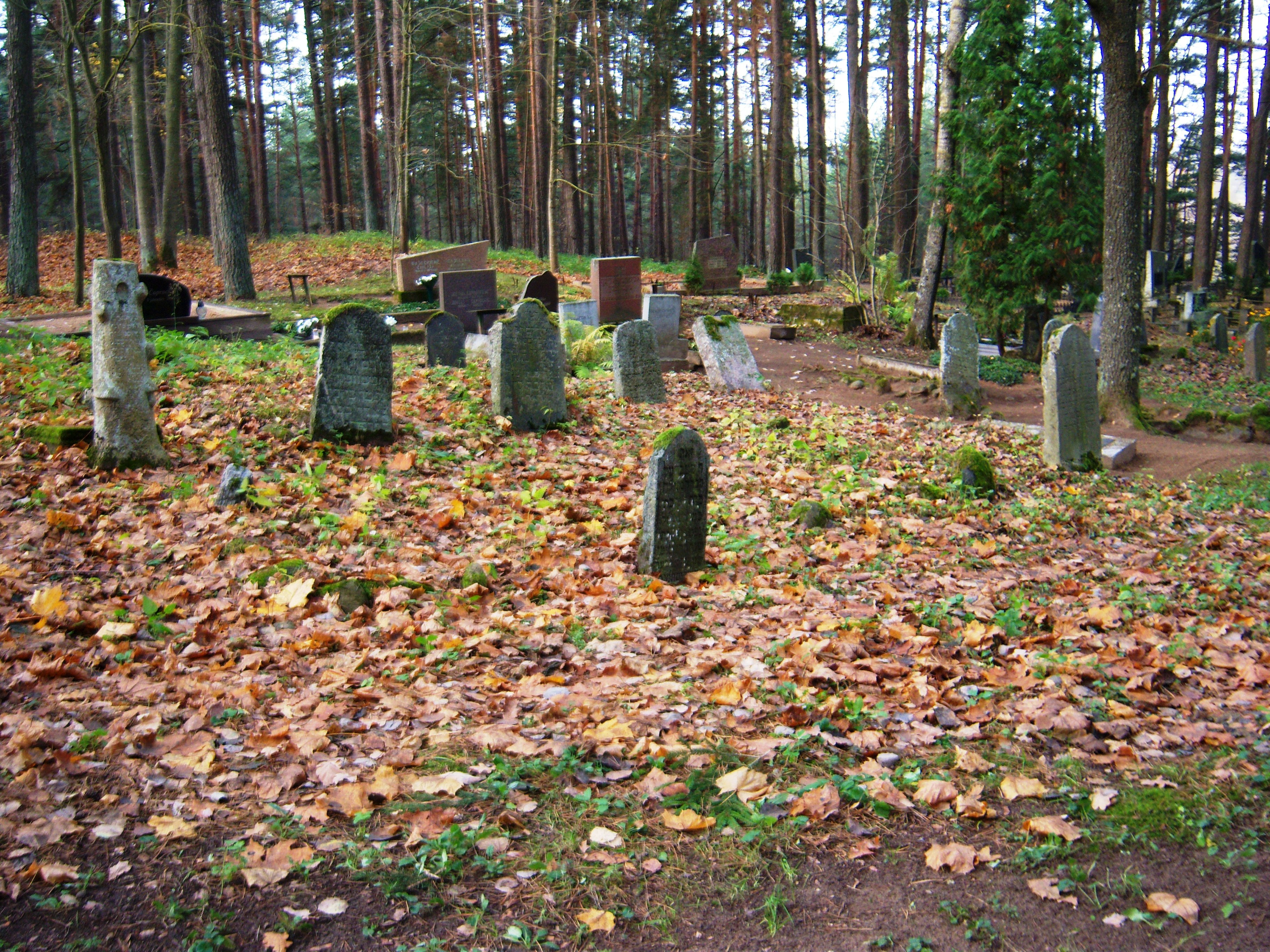
Надгробки - стели

Одна з більших громад караїмів мешкала в Науяместісі, де Вітовт Великий відводив для них землю. Тут караїми займалися сільським господарством. Однак війни та епідемії, які переслідували країну, також сильно вплинули на караїмів. Науяместіс став центром караїмської громади в Паневежиському повіті. Граф Євстахій Карпіс, що володів землею Науяместісі, 1809 року вирішив знову запровадити кріпацтво для селян Науяместіса, що постраждали від епідемій. Він забув традицію колишніх поміщиків враховувати права і свободи караїмів. Під час судового процесу караїми втратили право власності на землю і повинні були заплатити за чинш. Селяни намагались чинити опір, але втративши землю, вони були змушені переїхати до Паневежиса. Чинний караїмський цвинтар залишився в Науяместісі.